# Dis (bướm nhảy)
Dis là một chi bướm ngày thuộc họ Bướm nâu.